# Leszek Gęsiak
Leszek Gęsiak SJ (ur. 30 maja 1965) – polski duchowny rzymskokatolicki, jezuita, religioznawca, medioznawca, doktor habilitowany nauk humanistycznych, rzecznik Konferencji Episkopatu Polski od 2020.

## Życiorys
W 1985 wstąpił do Towarzystwa Jezusowego. Ukończył filozofię na Wydziale Filozoficznym Akademii Ignatianum w Krakowie. Następnie został skierowany do Hiszpanii, gdzie pracował w Sekretariacie Roku Ignacjańskiego w Barcelonie i Manresie, jak również w Escola Tècnica Professional del Clot w Barcelonie. Po zmianie miejsca pobytu pracował jako nauczyciel w Colegio del Salvador oraz jako koordynator Wspólnot Życia Chrześcijańskiego w Centro Pignatelii, równocześnie studiując język i kulturę hiszpańską na Uniwersytecie w Saragossie. W 1995 ukończył studia teologiczne w Collegium Bobolanum Papieskiego Wydziału Teologicznego w Warszawie. Święcenia prezbiteratu otrzymał 29 czerwca 1996 w Krakowie z rąk metropolity krakowskiego kardynała Franciszka Macharskiego.
Kolejnym etapem jego życia były teologiczne studia specjalizacyjne z zakresu eklezjologii ekumenicznej, które odbył w Instytucie Centre Sèvres w Paryżu. Przez rok pełnił funkcję wikariusza w parafii w Corbeil-Essonnes. Po powrocie do Polski objął stanowisko prefekta kleryków w Kolegium Księży Jezuitów w Krakowie. Następnie został skierowany do Sydney. Podczas tej posługi wspierał także polonię australijską w Jezuickim Centrum Duszpasterstwa Polskiego w Melbourne. Po powrocie do Europy współpracował z instytucjami europejskimi oraz z Komisją Episkopatów Wspólnoty Europejskiej. Był także duszpasterzem urzędników Unii Europejskiej i NATO, koordynatorem Sekcji Polskiej Katolickiego Centrum Europejskiego w Brukseli, korespondentem Radia Watykańskiego z tego miasta, jak również członkiem kolegium redakcyjnego miesięcznika „Europe Infos”. W tym okresie wchodził także w skład Zespołu Doradców ds. Unii Europejskiej przy Konferencji Episkopatu Polski.
W latach 2003–2006 był socjuszem Prowincjała Prowincji Polski Południowej Towarzystwa Jezusowego w Krakowie. Po zakończeniu pełnienia tej funkcji został przełożonym Wspólnoty Domu Pisarzy Księży Jezuitów w Krakowie. W 2004 w Instytucie Religioznawstwa na Wydziale Filozoficznym Uniwersytetu Jagiellońskiego uzyskał doktorat na podstawie dysertacji Wielokulturowość – rola religii w dynamice zjawiska, napisanej pod kierunkiem prof. Haliny Grzymały-Moszczyńskiej. Był redaktorem naczelnym miesięcznika „Posłaniec” w latach 2006–2010, stałym współpracownikiem Radia Kraków w latach 2010–2012, a także kierował Sekcją Polską Radia Watykańskiego w latach 2012–2017.
Jest instruktorem Związku Harcerstwa Rzeczypospolitej w stopniu harcmistrza, w latach 2010–2012 był członkiem Komisji Harcmistrzowskiej ZHR.
Od 2005 jest wykładowcą Akademii Ignatianum w Krakowie. Pełnił funkcję profesora (z tytułem professore invitato) na Papieskim Uniwersytecie Gregoriańskim w Rzymie. Wykładał w College of the Holy Cross w Worcester, na Uniwersytecie Katolickim Portugalii w Lizbonie oraz na Uniwersytecie św. Józefa w Bejrucie. Obecnie jest kierownikiem Katedry Mediów i Komunikacji Społecznej Uniwersytetu Ignatianum w Krakowie.
27 sierpnia 2020 zebranie plenarne Konferencji Episkopatu Polski wybrało go na pięcioletnią kadencję rzecznika. Zastąpił na tym stanowisku ks. Pawła Rytla-Andrianika. Jako rzecznik pełni funkcję redaktora naczelnego Akt Konferencji Episkopatu Polski.
Posługuje się biegle językami: angielskim, włoskim, hiszpańskim oraz francuskim.

## Książki
- Wielokulturowość: rola religii w dynamice zjawiska, Wydawnictwo: WAM, Kraków, 2007, ISBN 978-83-7505-073-8.

## Kontrowersyjny „plan Gęsiaka” i spór o KAI
W czerwcu 2025 ksiądz Leszek Gęsiak, pełniący funkcję rzecznika Konferencji Episkopatu Polski (KEP), zaproponował radykalną zmianę w sposobie komunikacji medialnej episkopatu. Przedstawił projekt powstania tzw. Konsorcjum Medialnego KEP, którego celem było połączenie Biura Prasowego KEP, Katolickiej Agencji Informacyjnej (KAI) oraz portalu „Opoka”. Dokument z 18 lutego 2025 zakładał przypisanie centralnej roli Biura Prasowego jako jedynego źródła oficjalnych komunikatów. KAI miałaby pełnić rolę „tuby propagandowej” – przekazującej komunikaty instytucji bez możliwości niezależnego działania.
Gęsiak uzasadniał swój plan potrzebą synchronizacji przekazu medialnego Kościoła – wskazywał na „brak spójnej i zsynchronizowanej polityki komunikacyjnej” i postulował scentralizowanie publikacji pod jednym podmiotem decyzyjnym.

### Sprzeciw KAI i reakcje prawne
Zarząd KAI stanowczo oponował przeciwko planowi, wskazując na sprzeczność koncepcji z prawem spółek oraz z teorią organizacji mediów. Agencja podkreślała, że pomysł przypomina rozwiązania z czasów totalitarnych, gdy instytucje prasowe były podporządkowane biurom propagandowym władzy.
W efekcie oporu KAI, w tym prezentacji przez zarząd agencji krytycznej opinii prawnej, prezes i redaktor naczelny KAI, Marcin Przeciszewski, zrezygnował po 32 latach pracy. Wypowiedział się także o ryzyku odpowiedzialności karnej i gospodarczej dla KAI, z utraty autonomii i niezależności przez agencję.

### Decyzja biskupów i dalsze kroki
Proposal został rozważony podczas 400. Zebrania Plenarnego KEP (marzec 2025), gdzie większość biskupów zadeklarowała poparcie dla kierunku zmian, choć nie przesądzono o szczegółach. Finalna decyzja została zawieszona. Analiza prawna przygotowana przez Uniwersytet Warszawski (prof. Michała Królikowskiego) oraz ograniczenia wynikające z prawa spółek i potencjalne zagrożenia odpowiedzialnością cywilną i karną, powstrzymały Episkopat od wprowadzenia planu w życie().